# Toldalék
A nyelvészetben a toldalék (latinul affixum) olyan nyelvi elem, amely csak egy alaphoz hozzáadva működik, ezért kötött morfémának nevezik. Közvetlenül adható hozzá szabad szótőhöz (amely független szóként is létezik) vagy kötött szótőhöz (amely nem létezik független szóként), valamint egy másik toldalékhoz.
Helyük szempontjából az alapjukhoz viszonyítva a toldalékoknak három főtípusa van: prefixumok (az alap elé helyezettek), szuffixumok (az alapot követők) és infixumok (szótő belsejébe ékeltek).
Toldalékolás útján a nyelvhasználó lexikai vagy/és nyelvtani információt ad hozzá más morféma vagy morfémák által hordozott információkhoz. Ebből a szempontból megkülönböztethetőek lexikai és grammatikai toldalékok. Az előbbiek többé vagy kevésbé megváltoztatják az alapjuk lexikai jelentését, új szavakat hozva létre, de az utóbbiak nem változtatják meg, tehát nem járulnak hozzá új szavak alkotásához. Vannak azonban olyan toldalékok is, amelyek jelentése egyszerre lexikai és grammatikai, esetleg e jellegek egyike túlsúlyban van a másikkal szemben.
Különbségek vannak nyelvek között a toldalékok használatának a mértékét tekintve is. Az analitizmus – szintetizmus skálán való elhelyezkedésük keretében vannak izoláló nyelvek, melyekre nem jellemzők a toldalékok, analitikus nyelvek, amelyek használnak toldalékokat, és szintetikus nyelvek, melyek nagyobb mértékben használnak toldalékokat, mint az analitikusok. Az utóbbi két csoporthoz tartozókat toldalékolásos nyelveknek is nevezik. A prefixumok, illetve a szuffixumok használatának mértékétől függően vannak közöttük prefixumos nyelvek (pl. a bantu nyelvek) és szuffixumos nyelvek, pl. a latin vagy a görög.

## A toldalékok eredete
A toldalékok olyan szabad morfémákból (autonóm szavakból) származnak, amelyek jelentése megváltozott inkább konkrétról inkább elvontra. Például az angol -hood szuffixum, amely elvont főneveket képez (pl. brotherhood ’testvériség’) ’minőség, jellegzetesség’ jelentésű főnévből származik, vö. a gót haidus vagy az ófelnémet heit. A nyelvek jelenlegi állapotában is észrevehetők átmeneti folyamatok szabad morfémákból toldalékokba.
Megoszlanak a vélemények atekintetben, hogy egyes elemek toldalékok-e vagy összetett szavak tagjai. Egyes szerzők toldaléknak tekintenek minden olyan elemet, amely már nem létezik független szóként, pl. (románul) micro-, macro-, foto-, pseudo-, radio-. Mások féltoldalékoknak neveznek olyan elemeket, amelyek szabad morfémákként is léteznek. Ezek szerint lennének félprefixumok (pl. az angol outlook ’kilátás, látvány’ szóban, az out ’kint’ + look ’pillantás, nézet’ szavakból) és félszuffixumok, pl. az angol fireworks ’tűzijáték’ szóban ← fire ’tűz’ + works ’munkák’. Mások a szóösszetétel keretében tárgyalják a szavakból eredő, de ilyenekként már nem használt elemeket, félszavaknak nevezve őket, pl. a magyar alorvos, pókféle szavakban. Tudós szóösszetételi elemeknek nevezi Grevisse – Goosse 2007 pl. a francia insecticide ’rovarirtó’ szó második tagját és a dactylographie ’gépírás’ szó első tagját.
A magyar nyelv grammatikáiban az igekötő külön szófajnak számít, de az ige elejére téve prefixumként működik. Jelen van igéből képzett egyéb szófajokhoz tartozó szavakban is. Többségükben az igekötők határozószókból származnak, de vannak főnévi eredetűek is. Egyesek továbbra is működnek határozószókként, pl. be: Elindult be a házba (határozószó) vs. Bejössz? (igekötő).
Egyéb igekötők már csak ilyenekként léteznek, pl. meg: Jól megvertem.
Az igekötő jellegzetessége az, hogy bizonyos helyzetekben szétválik az igétől. Például a segédige az igekötő és a lexikai jelentésű főnévi igenév közé kerül (Meg fogom verni), felszólító módban pedig az igekötő az ige mögött helyezkedik el: Verd meg! Azonban az igéből képzett szavak esetében az igekötő prefixum marad.

## A toldalékok termékenysége
A toldalékokat többek között a termékenységük is jellemzi. Nagyon termékenyeknek azok számítanak, amelyeket egy bizonyos szófajhoz tartozó szavak többségére alkalmaznak, beleértve az új jövevényszavakra is. Ilyenek a grammatikai toldalékok általában, például az angol -ed, az egyszerű múlt idő szuffixuma. Példák termékeny lexikai toldalékokra a következők:
- (magyarul) a -ság/-ség szuffixum (pl. szépség);[17]
- (franciául) a -ment szuffixum (pl. étrangement ’furcsamód’);[18]
- (angolul) az -er szuffixum (pl. player ’játékos’);[15]
- (horvátul) a ne- prefixum (pl. nečist ’tisztátalan’)[19]
- (románul) az în- prefixum (pl. îndulci ’édesíteni’).[7]

Terméketlenek azok a toldalékok, amelyek ilyenekként még felismerhetőek ugyan, de már nem adják hozzá új szavakhoz. Ezek lexikai toldalékok, például:
- (magyarul) a -nok szuffixum (pl. pohárnok);[6]
- (franciául) az -ange szuffixum (pl. louange ’dicséret’);[18]
- (angolul) a be- prefixum (behead ’lefejezni’).[15]

A termékeny és a terméketlen toldalékok között helyezkednek el az alkalmilag termékenyek, melyeket féltermékenyeknek is neveznek, pl. az angol un- prefixum (pl. unhappy ’boldogtalan’) vagy az ugyancsak angol -ify szuffixum, pl. beautify ’szépít’.
Megjegyzendő, hogy egyazon toldaléknak több jelentése is lehet, és egyes jelentésekkel termékeny lehet, másokkal pedig nem. Például a magyar -ság/-ség szuffixum termékenyen képez elvont főneveket (pl. szépség), de mint intézménynév már nem termékeny, pl. rendőrség.

## A toldalékok típusai
Az itt említett nem magyar grammatikákban elsősorban az alapjukhoz viszonyított helyük szerint osztályozzák a toldalékokat prefixumokra, szuffixumokra és infixumokra. A szuffixumok keretében még elkülönítik a ragokat mint a mindig utolsó helyet elfoglaló szuffixumokat. A magyar grammatikákban funkciójuk szerint is osztályozzák a toldalékokat. Eszerint vannak képzők (a magyarban csak szuffixumok), jelek és ragok. Az utóbbiak között megkülönböztetnek testes (materiális) és testetlen (Ø – zéró) toldalékot. Testes például a tanulsz igealak -sz ragja és testetlen a legtöbb ige szótári alakjának a jele és a ragja, pl. tanul-Ø.

### A prefixum
A prefixum olyan toldalék, amely hozzáadásával ugyanolyan szófajú szó jön létre, mint az alapszó.

#### Grammatikai prefixumok
Vannak olyan nyelvek, amelyekben a grammatikai kategóriákat és viszonyokat főleg prefixumokkal fejezik ki. Ilyen például a szuahéli nyelv, amelyben így fejezik ki az egyes számot és a többes számot: m-toto ’gyerek’ – wa-toto ’gyerekek’.
Egyéb nyelvek is, amelyekről nem mondható el ugyanaz, rendelkeznek grammatikai prefixumokkal is. Ilyen a magyarban a felsőfok prefixuma: legszebb. A közép-délszláv diarendszer nyelvei is analóg módon fejezik ki a felsőfokot: najnoviji ’legújabb’.
A szláv nyelvek azok közé tartoznak, amelyek grammatikáiban számba veszik az igeszemlélet (aspektus) kategóriáját, mely lehet befejezett vagy folyamatos. A befejezett igeszemlélet kifejezési eszközei között bizonyos prefixumok is találhatók. Ezek közül egyeseknek csak ilyen, perfektiválónak nevezett funkciója van múlt időben, pl. Majka je oprala rublje ’Az anya kimosta a ruhákat’ (befejezett) vs. Majka je prala rublje ’Az anya ruhákat mosott’ (folyamatos). Ilyen prefixumok hozzáadása jelen idejű folyamatos szemléletű igéhez a jövő idő egyik kifejezési eszköze: Kad odspavam, bit će bolje ’Ha kialudtam magam, jobban leszek’.
Ugyanaz a funkciója a magyar meg- igekötőnek. Egyes grammatikák szerint az igeszemlélet mellett prefixumokkal kifejezhető az ige egy másik kategóriája is, az igejelleg (más néven akcióminőség). Például a meglátogat ige befejezett szemléletű és szemelfaktív jellegű (a cselekvés egyszeriségét kifejező), miközben a látogat folyamatos szemléletű és iteratív-duratív jellegű (a cselekvés többszöri végzését kifejező). Számos prefixum kizárólag grammatikai funkciója attól a konkrét igétől függ, amellyel használják. Ilyen például a be- igekötő a ken igével (befejezett szemlélet és totális jelleg). Egyéb igékkel ugyanannak a prefixumnak lexikai jelentése is lehet (lásd lentebb). A magyarban is a befejezettség a múlt időre (Megírtam a levelet) és a jövő időre vonatkozik, mely esetben az igének jelen idejű az alakja: Elolvassa a könyvet.

#### Lexikai prefixumok
Egyes nyelvekben a prefixumok (előképzők) a szóképzés fontos eszközei. Ezekkel a képzett szó ugyanolyan szófajú, mint az alapszó, de más lexikai jelentése van. Prefixumokkal képezhetők:
- főnevek:
  - (franciául) minijupe ’miniszoknya’;[29]
  - (angolul) copresident ’társelnök’;[1]
  - (szerbül) protivnapad ’ellentámadás’;[30]
  - (románul) neînțelegere ’értetlenség’.[31]
- melléknevek:
  - (franciául) malheureux ’boldogtalan’;[29]
  - (angolul) unhappy ’boldogtalan’;[4]
  - (montenegróiul) izvanredni ’rendkívüli’;[32]
  - (románul) necinstit ’tisztességtelen’.[5]
- igék:
  - (franciául) défaire ’szétbontani’;[29]
  - (angolul) misrepresent ’tévesen ismertetni’;[33]
  - (horvátul) prepisati (befejezett), prepisivati (folyamatos) ’átírni’;[34]
  - (románul) descreți ’kibodorítani’.[35]
- határozószók:
  - (franciául) malheureusement ’sajnos’;[29]
  - (szerbül) prekjuče ’tegnapelőtt’.[36]

Olykor két, ritkábban három előképző is kerülhet egy szó elé: (franciául) indéracinable ’gyökerestül nem kihúzható’ (két előképzős), indécomposable ’szétbonthatatlan’ (három előképzős), (szerbül) posakrivati ’egymás után (több dolgot) elrejteni’ (két előképzős).

#### Grammatikai és egyben lexikai prefixumok
Számos prefixum egyszerre grammatikai és lexikai. Ilyen az igeszemléletet és az igejelleget kifejezők egy része. Ezek az ige lexikai jelentését is megváltoztatják. Például a (horvátul) folyamatos pisati ’írni’ igéből képzett a prepisati ’átírni, lemásolni’ ige, amely ugyanakkor befejezetté válik.
A magyarban is sok igekötő többé vagy kevésbé megváltoztatja az alapige lexikai jelentését, pl. a megy igéhez hozzáadott igekötők: kimegy, bemegy, felmegy, lemegy, elmegy, visszamegy, összemegy. Az igekötős ige folyamatos is lehet múlt időben, de akkor az igekötő az ige mögé kerül: Átmentem az utcán (befejezett) vs. Mentem át az utcán, mikor eszembe jutott, hogy otthon várnak (folyamatos).

### A szuffixum
Szuffixum hozzáadása nyomán olykor megmarad az alapszó szófaja, máskor megváltozik.

#### Grammatikai szuffixumok
Egyes nyelvekben a grammatikai kategóriákat és viszonyokat főleg szuffixumokkal fejezik ki. A török nyelvben például mindegyik toldalék szuffixum.

##### A rag
A ragok csupán grammatikai szuffixumok. Abban különböznek az egyéb típusú szuffixumoktól, hogy nem követheti őket más szuffixum.
A túlnyomóan szintetikus nyelvekben, mint amilyenek az agglutináló nyelvek és a flektáló nyelvek egy része, két ragtípus van. Az egyik a névszókra jellemző, és nyelvtől függően olyan kategóriákat fejez ki, mint eset, szám és nem. Az esetragokkal bizonyos mondattani funkciókat fejeznek ki, mint amilyen a tárgy és a határozók. A ragok másik típusa az igére jellemző. Személyragoknak nevezik őket, de a szám kategóriáját is kifejezik.
Van némi különbség agglutináns és flektáló nyelvek között azt illetően, hogy hány kategóriát fejez ki egy szuffixum. Az agglutináns nyelvek jellegzetessége az, legalábbis egyes szófajok esetében, hogy egy szuffixum egyetlen kategóriát fejez ki. A névszók terén ez a különbség szembetűnő olyan nyelvek esetében, mint a latin és a magyar. Például a latinban, amely flektáló nyelv, a terras szó -as ragja egyszerre fejezi ki a nőnemet, a többes számot és a tárgyesetet is. Azonban a magyarban a terras-nak megfelelő ’földeket’ szóban a számot és az esetet külön morfémák fejezik ki, a -k jel, illetve a -t rag.
Az ige személyragjaira nem érvényes a fenti különbség flektáló nyelvek és a magyar között, mivel az utóbbiban is a rag nemcsak a személyt fejezi ki. Például a látom igében az -m rag egyszerre három dologra utal: az alany személyére és számára, valamint arra, hogy határozott, harmadik személyű tárgya van.

##### Egyéb grammatikai szuffixumok
A ragon kívül egyéb grammatikai szuffixumok is vannak, a magyar grammatikákban jeleknek nevezettek, amelyek a rag előtt helyezkednek el. Egy adott nyelvben egy ilyen szuffixumnak olyan funkciója is lehet, amelyet más nyelvben rag tölt be. Amint az fentebb látszik, a főnév többes számát a magyarban nem rag, mint a latinban, hanem jel fejezi ki. Jelszerű szuffixummal kifejezettek még, nyelvtől függően, például:
- igemód és igeidő: (magyarul) utaznék (feltételes mód, jelen idő);[44]
- főnév birtokos volta: (magyarul) a fiamé;[23]
- birtokos személye és száma: (magyarul) kertünk;[23]
- igeszemlélet: (szerbül) tresnuti ’megrázni’ (befejezett), obećavati ’ígérni’ (folyamatos);[45]
- középfok: (montenegróiul) zadovolniji ’elégedettebb’;[46]
- mód és idő: (románul) lucram ’dolgoztam’ (kijelentő mód, folyamatos múlt idő).[47]

#### Lexikai szuffixumok
A magyar grammatikákban képzőknek nevezett lexikai szuffixumok egy része megváltoztatja az alapszó szófaját. Példák:
- főnév → határozószó: (románul) voinic ’vitéz’ → voinicește ’vitézül’;[5]
- főnév → ige: (angolul) standard ’sztenderd’ → standardize ’sztenderdizál’;[1]
- főnév → melléknév: (románul) rugină ’rozsda’ → ruginiu ’rozsdaszínű’;[5]
- határozószó → melléknév: (szerbül) sutra ’holnap’ → sutrašnji ’holnapi’;[48]
- ige → főnév: (románul) desena ’rajzolni’ → desenator ’rajzoló’;[49]
- ige → melléknév: (magyarul) tanul → tanulatlan;[50]
- indulatszó → ige: (magyarul) jaj → jajgat;[51]
- melléknév → főnév: (angolul) happy ’boldog’ → happiness ’boldogság’;[1]
- melléknév → határozószó: (franciául) vive ’élénk’ → vivement ’élénken’;[2]
- melléknév → ige: (franciául) rouge ’piros’ → rougir ’pirosítani’;[18]
- számnév → főnév: (szerbül) deset ’tíz’ → desetak ’körülbelül tíz’.[52]

Egyes ilyen szuffixumok és egyebek is az alapszó szófajához tartozó szavakat képeznek, megváltoztatva jelentésüket vagy csak jelentés- illetve stilisztikai árnyalatokat adva hozzájuk. Példák:
- főnév → főnév:
  - becéző: (románul) bărbat ’férj’ → bărbățel ’férjecske’;[49]
  - elvont: (szerbül) prijatelj ’barát’ → prijateljstvo ’barátság’;[53]
  - kicsinyítő: (románul) vultur ’sas’ → vulturaș ’sasocska’;[5]
  - kollektív: (franciául) hêtre ’bükk’ → hêtraie ’bükkös’;[18]
  - nagyító: (szerbül) glava ’fej’ → glavurda ’nagy fej’;[53]
  - népnév: (szerbül) Brazilija ’Brazília’ → Brazilac ’brazil’;[53]
- melléknév → melléknév:
  - becéző: (magyarul) nagy → nagyocska;[54]
  - jelentésfokozó: (szerbül) mali ’kicsi’ → majušan ’nagyon kicsi, kicsiny’;[55]
  - jobbító: (románul) prost ’buta’ → prostuț ’butácska’;[49]
  - megvető értelmű: (franciául) blond ’szőke’ → blondasse ’szőkés’;[18]
  - színárnyalat: (franciául) jaune ’sárga’ → jaunâtre ’sárgás’;[18]
- névmás → névmás:
  - kicsinyítő: (románul) matale ’maga’ → mătăluță ’magácska’;[49]
- ige → ige:
  - leértékelő értelmű: (magyarul) olvas → olvasgat;[56]
  - megvető értelmű: (franciául) rêver ’álmodni’ → rêvasser ’álmodozni’.[18]

#### Grammatikai vagy lexikai szuffixumok
Egyes szuffixumokról nehéz meghatározni, hogy grammatikaiak-e vagy lexikaiak , ezért különböző megítéléseik találhatók nemcsak különböző nyelvek grammatikáiban, hanem egyazon nyelvéiben is. Például a hímnemű alakból nőnemű alakot létrehozó szuffixumokat Dubois 2002 grammatikaiaknak tekinti (pl. francia duc ’herceg’ → duchesse ’hercegnő’), viszont Grevisse – Goosse 2007 lexikaiaknak: pl. comte ’gróf’ → comtesse ’grófnő’. Az utóbbihoz hasonló véleményen van Constantinescu-Dobridor 1998, a hímnemű alakból nőnemű alakot [(románul) leu ’oroszlán’ → leoaică ’nőstény oroszlán’], illetve a nőneműből hímnemű alakot képző szuffixumokról: curcă ’pulyka’ → curcan ’pulykakakas’.
Magyar grammatikákban képzőknek neveznek olyan igei szuffixumokat, amelyek igenemeket és igefajtákat fejeznek ki, úgymint:
- mediális ige: bolyhozódik;
- szenvedő ige: foglaltatik;
- visszaható ige: mosakodik;
- műveltető ige: utaztat;
- ható ige: nézhet.

#### Szuffixumhalmozás
Nyelvtől függően egy adott szó több vagy kevesebb szuffixumot tartalmazhat, az illető nyelvben érvényes szabályok szerinti sorrendben. A magyar például olyan nyelv, amelyben viszonylag sok szuffixum halmozódhat egyazon szóban, pl. az adatolhatatlanságot szó hat szuffixumot tartalmaz.

### Az infixum
Az infixum szótő belsejébe ékelt toldalék. Gyakori egyes nyelvekben, mint amilyen a Fülöp-szigetek északi részén beszélt tagalog. Infixum például a múlt idő jele: ibigay ’ad’ vs. ibinigay ’adott’.
A latin nyelvben is vannak infixumok, például az -n-. Ez beékelődik a jugum ’járom’ szó jug- tövébe, amiből a jungere ’egyesíteni’ ige jung- töve származik. Egy másik infixum az -m-, amely a ruptum ’szakadt’ melléknévi igenév rup- tövébe ékelődik, és ebből a rumpo ’szakítok’ kijelentő mód jelen idejű alak adódik.
A magyarban hasonlónak tűnhet a hozzáértés → hozzá nem értés, beavatkozás → be nem avatkozás stb. esete. Ezek azonban nem infixumok, mivel morfémák közé, nem pedig azok belsejébe ékelődik be a tagadószó.

### A circumfixum
Olykor circumfixumnak vagy ambifixumnak nevezik prefixum és szuffixum együtt való használatát. Ezek alkalmazását paraszintetikus képzésnek is nevezik. Egyes szerzők szerint ez a terminus csak akkor indokolt, ha a két toldalékot egyszerre adják hozzá az alaphoz, azaz az egyik nélkül a szó nem helyes, pl. (franciául) dévitaliser ’életteleníteni’, (románul) îmbărbăta ’bátorítani’.
Más nyelvészek szerint nem szükséges, hogy egyszerre történjen a két képzővel való toldalékolás ahhoz, hogy paraszintetikus képzésről legyen szó: (angolul) enlighten ’kivilágítani, megvilágosítani’ (← en- + lighten), (románul) încuietoare (← încuia + -toare) ’zárószerkezet’.